# Костомарово (Ступинский район)
Костомарово — деревня в Ступинском районе Московской области в составе Леонтьевского сельского поселения (до 2006 года входила в Алфимовский сельский округ). В деревне на 2015 год 4 улицы и переулок, впервые упоминается в 1577 году, связана автобусным сообщением с соседними населёнными пунктами.

## Население
| 2002 | 2006 | 2010 |
| ---- | ---- | ---- |
| 29   | ↘17  | ↘14  |

Коледино расположено на востоке района, недалеко от границы с Коломенским, у истоков реки Осёнка, высота центра деревни над уровнем моря — 180 м. Ближайшие населённые пункты: Верховлянь — около 1 км на юго-восток, Большое Лупаково в 1,5 км на север и Спасское — примерно в 2 км на запад.